# Luís de Camões

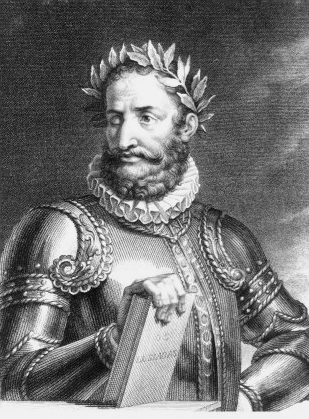
Luís de Camões

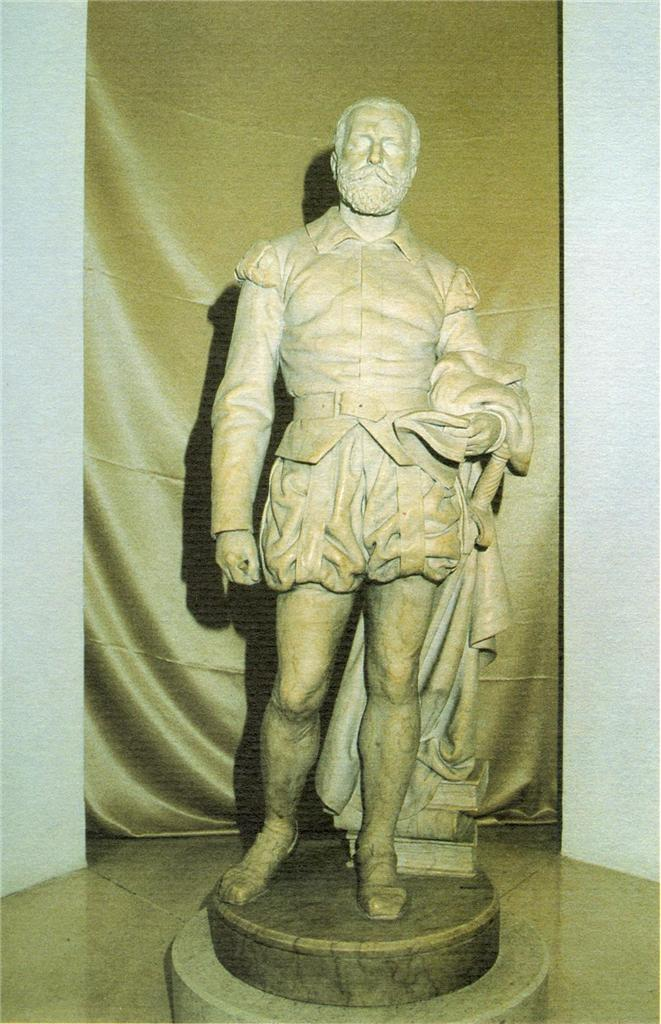
Camões-Statue von José Simões de Almeida

Luís Vaz de Camões [luˈiʒ vaʒ dɨ kaˈmõi̯ʃ] (auch Luiz Vaz de Camões; * 1524 oder 1525 vermutlich in Coimbra oder Lissabon; † 10. Juni 1579 oder 1580 in Lissabon) gilt als einer der bedeutendsten Dichter Portugals und der portugiesischen Sprache. Sein Epos Die Lusiaden ist ein maßgebendes Werk der Renaissance. Außerdem gehört Camões zu den herausragenden Lyrikern Europas. Als Dramatiker im Portugal der Renaissance und des 16. Jahrhunderts steht er neben Gil Vicente, António Ribeiro und António Ferreira.
Camões wird als Nationaldichter Portugals verehrt. Sein Todestag, der 10. Juni, ist der portugiesische Nationalfeiertag.

## Leben
Biographische Angaben über Camões' Leben sind spärlich und größtenteils nicht belegt und daher womöglich der Legendenbildung zuzurechnen. Der portugiesische Historiker und Schriftsteller Diogo de Couto, der mit Camões befreundet war, hinterließ als erster eine Art Biographie, die jedoch häufig nicht zu sichernde Tatsachen darstellt. Urkundliche Belege sind kaum zu finden. Die Forschung des 19. und frühen 20. Jahrhunderts hat deshalb versucht, aus dem literarischen Werk und den wenigen überlieferten Quellen eine Biographie zu konstruieren:
Luís Vaz de Camões wurde als einziges Kind von Simão Vaz de Camões und seiner Ehefrau Ana de Sá de Macedo geboren. In frühen Jahren verließ der Vater seine Familie, um in Indien zu Reichtum zu gelangen, starb aber bereits nach einigen Jahren in Goa. Die Mutter heiratete später erneut. Camões entstammte niederem Adel. Als Geburtsort wird oft Coimbra oder Lissabon genannt.
Der junge Camões wurde von Dominikanern und Jesuiten erzogen. Später studierte er vermutlich an der Universität Coimbra, an der ein Onkel von ihm, Bento de Camões, Prior des Klosters Santa Cruz, Kanzler war, und erhielt eine klassische Bildung. Er war am Hofe König Dom João III. als Erzieher von Höflingen tätig und verliebte sich in Catarina de Ataíde, eine der Hofdamen der Königin. Wegen dieser Liebesgeschichte musste er den königlichen Hof jedoch 1546 verlassen.
Ab 1549 diente er als Soldat in Ceuta und verlor in einer Schlacht gegen die Mauren sein rechtes Auge. Zurückgekehrt nach Lissabon, verletzte er während des Festes Christi Himmelfahrt den königlichen Offizier Gonçalo Borges und wurde daraufhin inhaftiert. Auf mehrere Fürsprachen hin wurde er zu einer hohen Geldstrafe und zu drei Jahren Militärdienst im Ausland verurteilt.
1553 reiste er auf einem Schiff nach Goa und wurde gleich nach seiner Ankunft wegen Schulden ins Gefängnis geworfen. Wieder entlassen, nahm er an einer Schlacht an der Malabarküste teil. Am Ende seiner Strafzeit hatte er es in Macau bis zum Führungsoffizier gebracht. Camões wurden außerdem Unterschlagungen vorgeworfen und er reiste, um sich zu rechtfertigen, zum Gericht nach Goa. In dieser Phase seines Lebens begann Camões mit den Arbeiten an seinem Hauptwerk, Os Lusíadas. Auf der Rückreise von Goa nach Macao erlitt er am Mekong Schiffbruch, bei dem er jedoch das Manuskript seines Epos retten konnte.

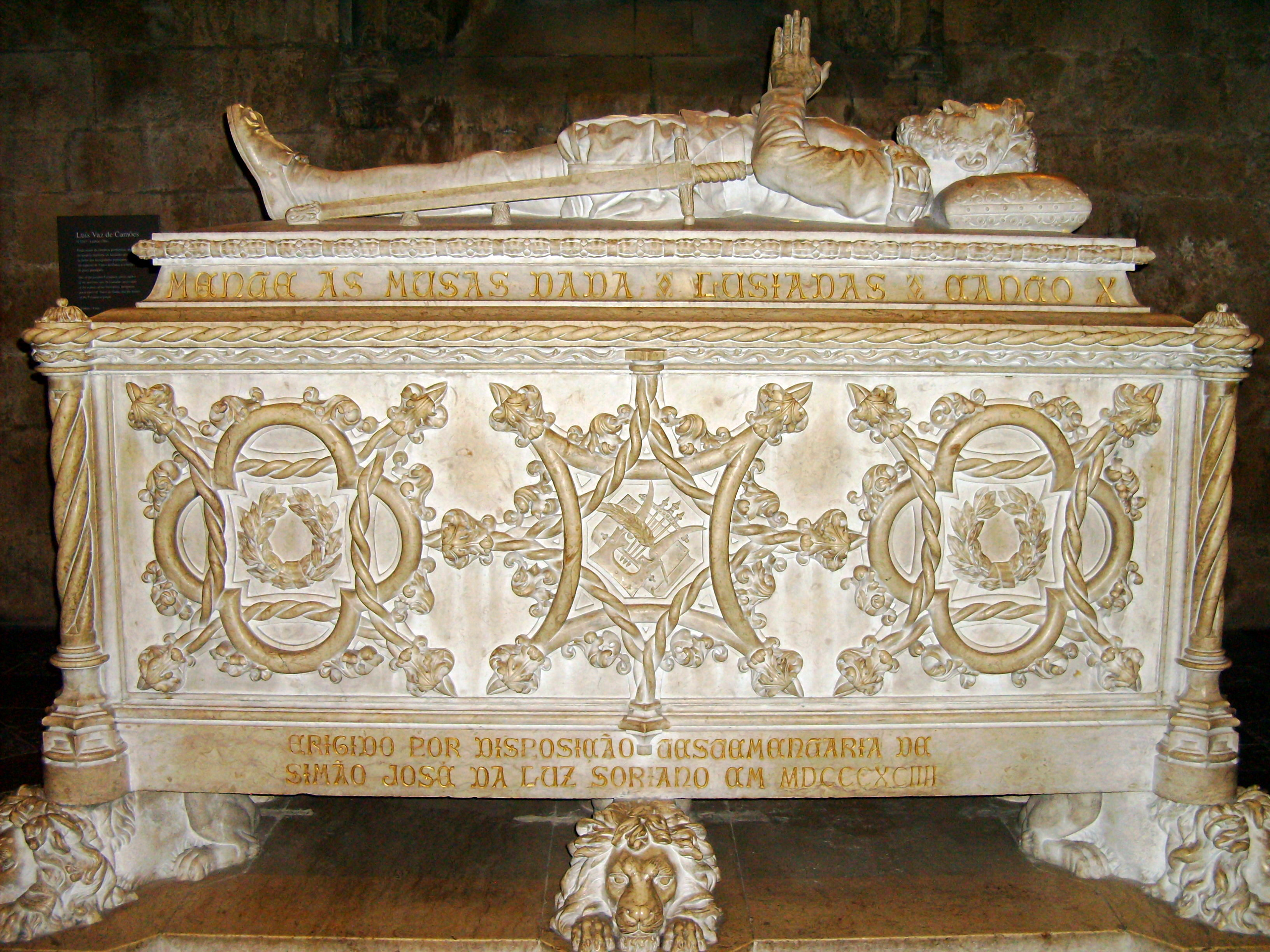
Kenotaph des Dichters im Jerónimos-Kloster in Belém, Lissabon

1570 befand sich Camões wieder in Lissabon und veröffentlichte zwei Jahre später die Lusiaden. König Dom Sebastian I. gewährte ihm eine Pension, jedoch explizit und ausschließlich für die geleisteten militärischen Dienste.
Im Alter von 55 oder 56 Jahren starb Camões im Zuge einer Pestepidemie und wurde in einem Massengrab beigelegt. Sein Grabmal befindet sich heute im Mosteiro dos Jerónimos (Hieronymus-Kloster) im Lissaboner Vorort Belém. Das Kenotaph ist jedoch leer und ist nur als eine symbolische Geste in Bezug auf die dichterische und nationale Größe von Camões zu verstehen.

## Künstlerisches Schaffen
Camões schrieb als Lyriker unter anderem Eklogen, Oden, Kanzonen, Redondiljen und Sonette.
Sein Hauptwerk ist das Epos Os Lusíadas (1572), das 1806 erstmals vollständig ins Deutsche übersetzt wurde. Es schildert im Stil klassischer Epen, mit Anklängen an die Odyssee und die Aeneis und unter Rückgriff auf die griechische und römische Mythologie, die Entdeckung des Seewegs nach Indien durch Vasco da Gama, seine Reise  entlang der afrikanischen Ostküste ums Kap der Guten Hoffnung und bis nach Calicut. Camões verbindet diesen Handlungsstrang mit einer Darstellung portugiesischer Historie.
Neben dem Epos und Gedichten sind drei Komödien des Autors überliefert, die jedoch nicht die Bedeutung seines lyrischen Werkes erhielten: Anfitriões (1587), El-Rei Seleuco (1645), Filodemo (1587), letzteres vermutlich bereits 1555 in Goa aufgeführt.

## Camões-Rezeption in Deutschland und im Ausland

Denkmal auf dem Praça Luís de Camões in Lissabon

Die erste Übersetzung eines Camões-Gedichts stammt aus dem Jahre 1780 von Senckendorff. Die breitere Rezeption von Camões' Werk in Deutschland setzte mit der ersten Übersetzung der Lusiaden 1806 ein und wurde von zahlreichen bedeutenden deutschsprachigen Autoren aufgenommen. Bedeutende Übersetzer von Camões ins Deutsche waren Wilhelm Storck, Karl Siegmund von Seckendorff, August Wilhelm Schlegel, Ludwig Hain, August von Platen, Johann Jakob Christian Donner, Louis von Arentsschildt, Emanuel Geibel, Karl Goedeke, Otto von Taube, Johann Heinrich Voß, Johann Gottlieb Fichte.
Verarbeitungen vor allem in Gedichten fanden sich bei Conrad Ferdinand Meyer, Friedrich Schlegel und Reinhold Schneider. Eine deutschsprachige Biographie schrieben jeweils Wilhelm Storck und Reinhold Schneider. Die Philosophen Johann Gottfried Herder und Georg Friedrich Hegel beschäftigten sich mit Camões in ihrem Werk. Alexander von Humboldt bezeichnete Camões als „Seemaler“. Ludwig Tieck verarbeitete das Leben des Dichters in dem Werk Tod des Dichters (1834). Im 20. Jahrhundert inspirierte sein wechselvolles Schicksal Friedrich Ernst Peters zu drei Gedichten (1. Schuldhaft, 2. Verbannung und 3. Schiffbruch vor Goa) unter dem Gesamttitel Camoens.
Auch eine Reihe bedeutender ausländischer Autoren beschäftigten sich mit dem Werk von Camões, so Voltaire, Alexander Pope, Jorge Luis Borges sowie der Ethnologe, Reisende und Schriftsteller Sir Richard Francis Burton, der Camões auch ins Englische übersetzte.
Das Leben von Camões wurde auch in der Oper Indra (1852) behandelt. Die Musik stammte von Friedrich von Flotow, das Libretto von Gustav Gans zu Putlitz. Die Oper wurde mehrfach um- und ausgearbeitet und unter verschiedenen Namen aufgeführt. Die Idee hatte er vom Theaterstück des Franzosen Jules-Henri Vernoy de Saint-Georges, der den Einakter L’esclave de Camoës schrieb. Sowohl Oper als auch Theaterstück haben kaum Rezeption erfahren.
Auch in der Oper Dom Sébastien, roi de Portugal (1843) von Gaetano Donizetti und Eugène Scribe tritt Camões als Figur auf, hier vor allem als Kriegsgefährte des Königs.

## Nachwirken

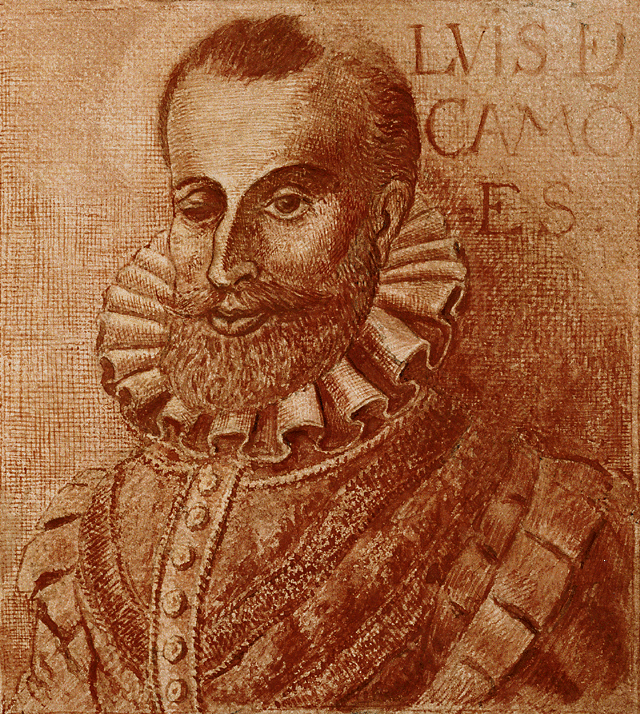
Porträt von Camões um 1577 von Fernão Gomes (Alburquerque, 1548 – Lissabon, 1612), kopiert von Luís de Resende. Es gilt als das authentischste Porträt des Dichters, das verloren gegangenes Original wurde zu seinen Lebzeiten gemalt

Camões vermutlicher Todestag am 10. Juni 1580 wurde zum portugiesischen Nationalfeiertag erklärt und erhielt den Namen Portugal-Tag.
Der höchste portugiesische Literaturpreis, der Prémio Camões, trägt dem Dichter zu Ehren seinen Namen und wird seit 1989 jährlich von der portugiesischen Fundação Biblioteca Nacional und dem brasilianischen Departamento Nacional do Livro verliehen. Auch das portugiesische Kulturinstitut Instituto Camões führt seinen Namen.
In Macau erinnern die Camões-Gärten an die Präsenz des Autors in der Stadt. In Lissabon wurde die Praça Luís de Camões nach dem Nationaldichter benannt, ebenso der Largo Luís de Camões in Figueira da Foz.
Der Asteroid (5160) Camoes trägt seit 1993 seinen Namen.

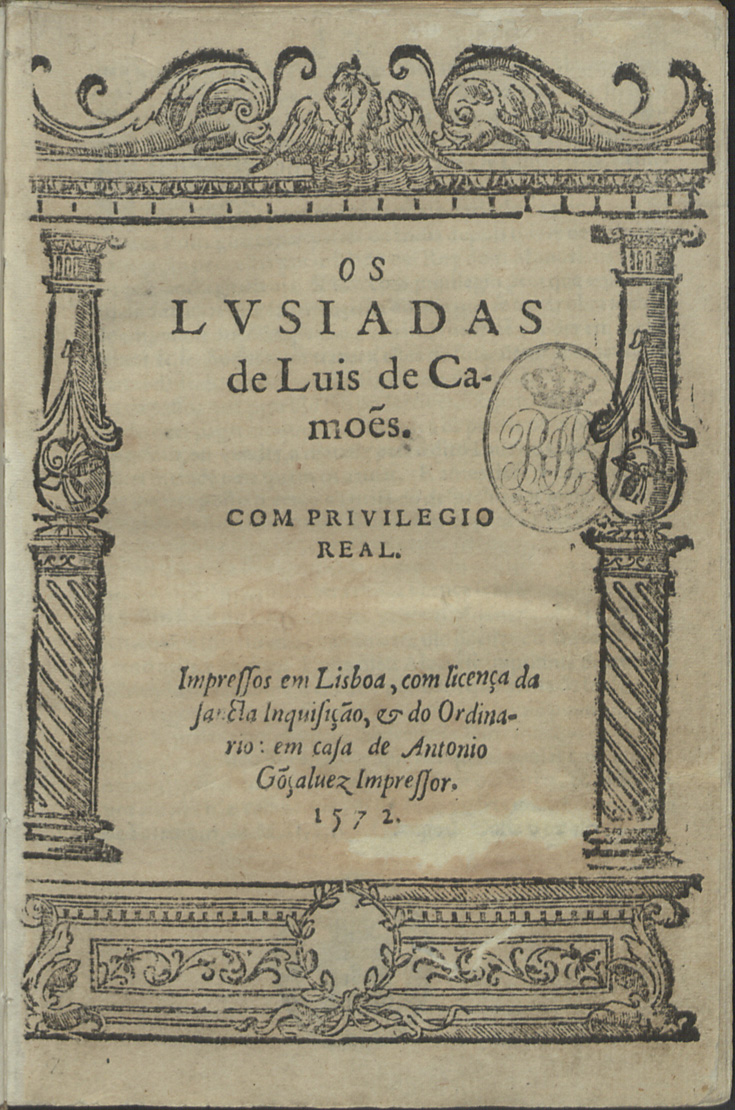
Os Lusiadas, Erstausgabe 1572

## Werke in deutscher Übersetzung
- Luís de Camões: Die Lusiaden des Luis de Camoës. (Verdeutscht von J.J.C. Donner.) Löflund, Stuttgart 1833.
- Luís de Camões: Die Lusiaden. Aus dem Portugiesischen in Jamben übersetzt von Karl Eitner. Bibliographisches Institut, Hildburghausen 1869 (Digitalisat).
- Luís de Camões: Sämmtliche Gedichte. (Zum ersten Male deutsch von Wilhelm Storck.) Bände 1–6. F. Schöningh, Paderborn 1880–1885.
- Luís de Camões: Os Lusíadas – Die Lusiaden. (Aus dem Portugiesischen von Hans-Joachim Schaeffer. Bearbeitet und mit einem Nachwort versehen von Rafael Arnold.) Elfenbein Verlag, Berlin 1999, (4. Auflage 2010) ISBN 978-3-932245-28-2 (Camões Werke, Band 1).
- Luís de Camões: Sämtliche Gedichte. (Portugiesisch–Deutsch. Übersetzt von Hans-Joachim Schaeffer. Herausgegeben, bearbeitet und kommentiert von Rafael Arnold.) Elfenbein Verlag, Berlin 2008, ISBN 978-3-932245-87-9 (Camões Werke, Band 2).
- Luís de Camões: Com que voz? Mit welcher Stimme? Übersetzungen aus vier Jahrhunderten. (Herausgegeben, kommentiert und mit einem Vorwort versehen von Rafael Arnold.) Elfenbein Verlag, Berlin 2013, ISBN 978-3-941184-25-1.
- Luís de Camões: Dramen und Briefe (Portugiesisch–Deutsch. Übersetzt von Hans-Joachim Schaeffer. Herausgegeben, bearbeitet und kommentiert von Rafael Arnold.) Elfenbein Verlag, Berlin 2015, ISBN 978-3-941184-34-3 (Camões Werke, Band 3).